# Плаћенички рат
Плаћенички рат (око 240. п. н. е.-238. п. н. е.) - а кога Полибије назива Либијски или Рат без примирја - био је устанак најамника у картагинској служби против својих послодаваца, а коме су се прикључили либијски градови под картагинском влашћу. Узрок побуне је било лоше стање картагинских финансија након исплате одштете Риму после пораза у Првом пунском рату, односно неспособност исплате великог броја плаћеника у том сукобу. Иако се испочетка чинило да ће Картагина након неког времена моћи исплатити плаћенике, побуна је ескалирала када су на њено чело стали Спендије и Мат и наговорили Либијце да им се придруже. Картагина, финансијски, материјално и људски исцрпљена нашла се у тешкој ситуацији и на почетку сукоба трпела низ пораза, али је ангажман даровитог и искусног војсковође Хамилкара Барке довео до победе над побуњеницима и гушења устанка.
Он је устанике побеђивао у више одвојених битака и наносио им велике губитке својом тактичком вештином и изненадним нападима. И поред великих губитака устаници су дуго водили рат са Картагињанима, док их Барка није напокон поразио у одлучујућој бици 237. п. н. е. и тиме окончао трогодишњи Најамнички рат.